# Grammatica della lingua quenya
La grammatica della lingua quenya è la grammatica della lingua fittizia, denominata quenya, ideata dallo scrittore inglese nonché glossopoeta J. R. R. Tolkien per il mondo fittizio di Arda e parlata dai popoli elfici denominati Noldor e Vanyar.
La lingua, nella visione tolkeniana, sarebbe stata sviluppata sulla base di un linguaggio più antico, denominato Eldarin comune, dal quale si sarebbero poi sviluppate anche le altre favelle "elfiche" con le quali la lingua in questione condivide buona parte del vocabolario e della grammatica. Tuttavia, ben presto per vari motivi la lingua tese a scomparire in favore del Sindarin, rimanendo, a differenza di quest'ultima che era il vernacolo di tutti gli elfi, confinata ad un ambito più aulico e letterario.
Il linguaggio prende spunto da un punto di vista fonetico soprattutto dal latino, dall'italiano e dallo spagnolo. La morfologia e la sintassi invece sono ispirate al finnico, dal quale proviene anche buona parte dei vocaboli, e al greco antico. Tuttavia la grammatica della lingua è per lo più il risultato del lavoro di vari studiosi che, basando i loro studi su varie considerazioni, sui testi ritrovati e su alcune liste di vocaboli e annotazioni lasciate da Tolkien nei suoi vari manoscritti e pubblicazioni sono riusciti a creare una versione "formale" quasi completa della lingua.

## Morfologia

### L'articolo
L'articolo determinativo quenya è i (sia singolare sia plurale). Non esiste l'equivalente di un, una; l'assenza di articolo indica usualmente che il sostantivo è indefinito.
- i hyando "la spada"
- i hyandor "le spade"
- hyando "una spada"
- hyandor "delle spade"

L'articolo non si usa nei seguenti casi:
- Nomi con una enclitica pronominale:

hyandonya "la mia spada"
- Nomi al partitivo plurale:

hyandor "delle spade"
- Nomi accompagnati da un pronome dimostrativo:

hyando sina "questa spada"
- Nomi propri

Anar "il Sole"
- Nomi di popoli

Eldar "gli Elfi"
(si può usare "i Eldar" per indicare un determinato gruppo di Elfi, ma non per gli Elfi nel
loro insieme)
- Nomi accompagnati da genitivi o possessivi

### I nomi
I sostantivi quenya si declinano in dieci casi e in quattro numeri (singolare, plurale, duale e partitivo plurale).

#### Il plurale
Il plurale si forma in due modi: nei nomi terminanti in: -a, -i, -o, -u e -ië formano il plurale in -r.
- alda → aldar (albero)
- tári → tárir (regina)
- ondo → ondor (pietra)
- heru → herur (signore)

- tië → tier (via, strada)

Quenya scritto in Tengwar

Nei nomi terminanti in consonante in -i
- aran → arani (re)
- macil → macili (spada)

Le seguenti parole sono irregolari:
Parole in -ë:
- mallë → maller (strada, cammino)
- rotsë → rotser (condotto)
- tyávë → tyáver (gusto, sapore)
- tyellë → tyeller (grado, pendenza, inclinazione)

Parole in -a
- hína → híni (figlio)
- ónona → ónoni (gemello)

#### Il duale
In quenya il duale serve per indicare una coppia di oggetti.
Il duale termina in -u se il sostantivo termina in dentale (t e d), se indicano parti del corpo o se terminano in -i o in -ë.
- sarat "segno" → saratu "i due segni, un paio di segni"
- pé "labbro" → peu "le [due] labbra" (di una stessa persona)
- alda "albero" → aldu "i due alberi, una coppia di alberi"

Se preceduto dall'articolo si rende con entrambi:
- i peu "entrambe le labbra"
- i aldu "entrambi gli alberi"

Il duale termina in t o in -et (se finiscono in consonante) se si tratta di sostantivi determinati o finenti in -u o in –ië e nei sostantivi in -ë aventi il plurale in -r
- tië "via" → tiet "le due vie, un paio di vie"

La parola veru "gli sposi" è sempre duale

#### Il partitivo plurale
Il partitivo plurale indica una parte di un insieme.
- i ciryar nar fánë "le navi sono bianche"
- i ciryali nar fánë "alcune navi sono bianche"

Il partitivo si forma generalmente aggiungendo -li.
- lassë "foglia" → lasseli
- macil "spada" → macilli

I sostantivi terminanti in -r, -n o -s mutano l'ultima in -l-
- atar "padre" → atalli
- elen "stella" → elelli
- cos "lite" → colli

I sostantivi terminanti in -t aggiungono prima della desinenza una -e-
- sarat "segno" → sarateli

#### I casi
Il quenya analogamente a molte lingue flessive presenta un sistema di declinazione dei sostantivi in vari casi. A ognuno dei dieci casi presenti può corrispondere una o più funzioni logico/grammaticali.
- Il nominativo singolare è la forma base del sostantivo, corrisponde al soggetto. Non utilizza desinenze e funge da soggetto per i verbi. Il plurale si forma aggiungendo una -r, se termina per consonante si aggiunge -i.[9]
- L'accusativo, corrispondente al complemento oggetto, si forma allungando la vocale finale del sostantivo (cirya nom. ⇒ ciryá acc.), l'uso dell'accusativo non è però attestato nell'elfico della Terza Era (durante la quale venne rimpiazzato dal nominativo). Per formare il plurale si aggiunge -i (anche se termina per vocale).[9]
- Il genitivo, corrispondente al complemento di specificazione (argomento, partizione, relazione familiare, precedente possessore, dominio e origine), si forma con la desinenza -o; se il nome termina in -a quest'ultima cade, es.: parma ⇒ parmo; se il nome termina in -o è invisibile. Con le desinenze -ron e -ion si indica il plurale: la prima se termina per vocale e la seconda se per consonante.[10]
- Il possessivo, corrispondente al complemento di specificazione (attuale possessore, materia, qualità, provenienza di detti, storie o sentenze), si forma con la desinenza -va; -wa se il sostantivo termina con una consonante. La desinenza plurale è -iva. La sua funzione è grossomodo analoga alla desinenza  's del genitivo sassone inglese.[11]
- Il dativo, corrispondente al complemento di termine e a quello di vantaggio/svantaggio, si forma con la desinenza -n, traducibile in italiano con la preposizione per o a.[12]
- Il locativo, corrispondente al complemento di stato in luogo, si forma con la desinenza -ssë, traducibile in italiano con la preposizione su o in.[13]
- L'ablativo, corrispondente al complemento di moto da luogo, si forma con la desinenza -llo, traducibile in italiano con la preposizione da o fuori di.[14]
- L'allativo, corrispondente al complemento di moto a luogo, si forma con la desinenza -nna, traducibile in italiano con la preposizione a, nel o sopra. La desinenza plurale è -nnar.[15]
- Lo strumentale, corrispondente al complemento di modo, mezzo, strumento, agente e causa efficiente, si forma con la desinenza -nen e contrassegna lo strumento col quale qualcosa è fatto, o la ragione del perché qualcosa avviene. La desinenza plurale è -inen.[16]
- Il dedativo o relativo o ancora rispettivo si forma con la desinenza -s, la funzione di questo caso non è mai stata svelata del tutto, ma la teoria più accreditata è quella che venga usato come una sorta di locativo, deducibile da alcuni, pochi, esempi che ci sono pervenuti e da come alcuni studiosi hanno continuato ad usarli in tal modo (es.: i coa i taures/i coa i tauressë = la casa nella foresta).[17]

##### Esempi di declinazione

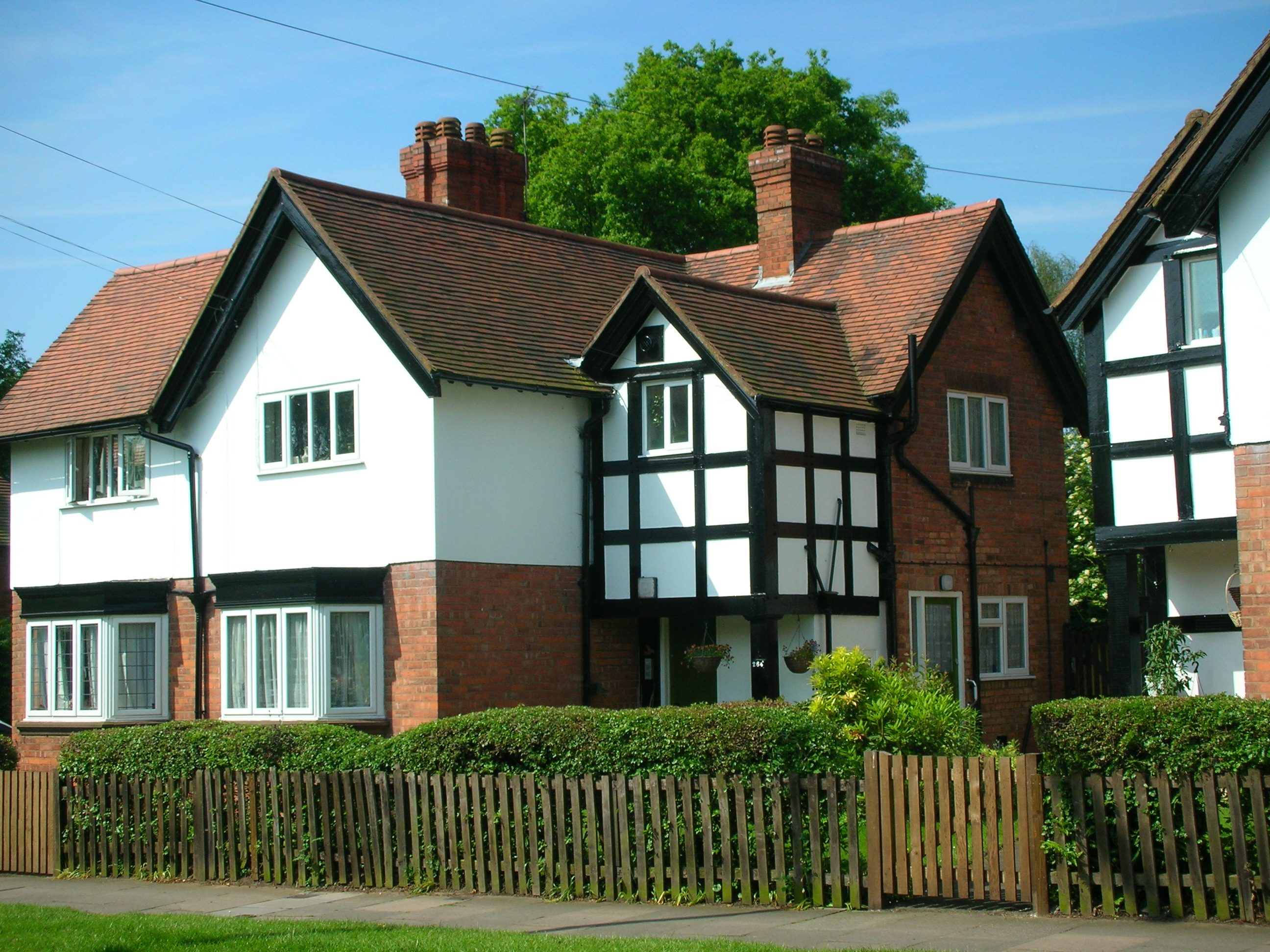
La casa di Tolkien dal 1907 al 1930, dove l'autore scrisse i suoi primi testi in quenya

Tema in vocale
Sostantivo ampa "uncino"
| Casi        | Singolare | Plurale     | Duale    | Part. plurale |
| ----------- | --------- | ----------- | -------- | ------------- |
| Nominativo  | ampa      | ampar       | ampat    | ampali        |
| Genitivo    | ampo      | amparon     | ampato   | ampalion      |
| Possessivo  | ampava    | ampaiva     | ampatwa  | ampalíva      |
| Dativo      | ampan     | ampain      | ampant   | ampalin       |
| Accusativo  | ampà      | ampai       | ampat    | ampalí        |
| Ablativo    | ampallo   | ampallon(r) | ampalto  | ampalillon(r) |
| Allativo    | ampanna   | ampannar    | ampanta  | ampalinnar    |
| Locativo    | ampassë   | ampassen    | ampatsë  | ampalissen(n) |
| Strumentale | ampanen   | ampainen    | ampanten | ampalínen     |
| Dedativo    | ampas     | ampais      | ampates  | ampalis       |

Tema in consonante
Sostantivo macil "spada"
| Casi        | Singolare | Plurale     | Duale      | Part. plurale  |
| ----------- | --------- | ----------- | ---------- | -------------- |
| Nominativo  | macil     | macili      | macilet    | macilli        |
| Genitivo    | macilo    | macilion    | macilto    | macillion      |
| Possessivo  | macilwa   | maciliva    | maciletwa  | macilliva      |
| Dativo      | macilen   | macilin     | macilent   | macillin       |
| Accusativo  | macil     | macilí      | macilet    | macillí        |
| Ablativo    | macillo   | macillon(r) | macilelto  | macillillon(r) |
| Allativo    | macilda   | macilinnar  | macilenta  | macillinnar    |
| Locativo    | macildë   | macilissen  | maciletsë  | macillissen    |
| Strumentale | macilden  | macilinen   | macilenten | macillinen     |
| Dedativo    | maciles   | macilis     | maciletes  | macillis       |

### Le preposizioni e le posposizioni
Le preposizioni, salvo alcune eccezioni, reggono tutte l'accusativo. Le preposizioni possono declinare (es. mi all'interno, minna verso l'interno).
Le principali preposizioni Quenya sono:
- an per
- apa vicino
- ara presso
- et da regge l'ablativo (cfr. lat. e/ex)
- ho da
- imbë dentro, nel
- lá oltre, al di là di
- mi in, all'interno di
- nó davanti a, dinanzi
- nu sotto
- or al di sotto di
- tenna fino a (in senso temporale e spaziale)
- ter(ë) attraverso
- ú senza (regge il genitivo)
- vë come, similmente a
- as con (complemento di compagnia)
- yo con (complemento di compagnia, per più persone)
- arwa+genitivo con (complemento di unione)
- arwë+genitivo con (complemento di unione, per più cose).

In Quenya si contano almeno due posposizioni, ovvero parti del discorso con lo stesso valore delle preposizioni ma utilizzate in fondo al sintagma:
- yá fa es: neldë loar yá tre anni fa
- pella oltre es: Númen pella oltre l'occidente.

### Gli aggettivi
La maggior parte degli aggettivi Quenya termina con le vocali a o ë. Si accordano nel numero col sostantivo che descrivono. Al plurale aggettivi terminanti in -a divengono terminanti in -ë, aggettivi in -ë divengono terminanti in -i, ed aggettivi in -ëa hanno forme plurali in -ië.

### I numeri

#### I numeri cardinali

Albero genealogico degli Elfi, ogni casata aveva un proprio idioma, i più utilizzati erano il Sindarin, il Telerin, il Nandorin e il Quenya.

- 1 (uno) - Minë
- 2 (due) - Atta
- 3 (tre) - Neldë
- 4 (quattro) - Canta
- 5 (cinque) - Lempë
- 6 (sei) - Enquë
- 7 (sette) - Otso
- 8 (otto) - Tolto
- 9 (nove) - Nertë
- 10 (dieci) - Cainen
- 11 (undici) - Minquë
- 12 (dodici) - yunquë
- 100 (cento) - tuxa
- 1000 (mille) - húmë
- 1.000.000 (un milione) - mindóra

##### Le combinazioni
- 35 (trentacinque) - Neldë-lempë
- 94 (novantaquattro) - Nertë-canta
- 106 (centosei) - Minëcainenenquë

Per i multipli di dieci fino a 90 si aggiunge il suffisso -cainen
- 30 - nelcainen
- 80 - tolcainen

Per i numeri da 200 a 900 si utilizza il suffisso -tuxa
- 200 - yutuxa
- 400 - cantuxa

#### I numeri ordinali
- primo - minya
- secondo - tatya
- terzo - nelya
- decimo - quainëa

Dal 4° al 12° basta togliere la vocale finale del numero cardinale corrispondente e poi aggiungere il suffisso -ëa
- cinque - lempë → quinto - lempëa
- otto - tolto → ottavo - toltëa
- undici - minquë → undicesimo - minquëa
- dodici - yunquë → dodicesimo - yunquëa
- metà, mezzo, un mezzo - perya

#### I numeri frequenziali
- eru una volta
- yú due volte
- nel tre volte
- can quattro volte

Gli altri frequenziali si formano con il suffisso -llumë
- lemillumë cinque volte
- cëallumë dieci volte
- tuxallumë cento volte

### Gli avverbi
In Quenya esistono due tipi di avverbi: quelli di base e quelli derivanti dagli aggettivi. La prima classe non ha derivazioni da nessun'altra parte del periodo.
- sí "ora"
- aqua "pienamente, completamente, integralmente"

Invece quelli derivanti dagli aggettivi aggiungono dei suffissi per formare l'avverbio. Gli aggettivi in -a aggiungono -vë
- tulca "fermo, deciso" → tulcavë "in modo fermo, deciso"
- saila "saggio" → sailavë "saggiamente"

Gli aggettivi in -ë, elidono quest'ultima e aggiungono -ivë
- mussë "tenero" → mussivë "teneramente"

Gli aggettivi in -n, perdono la -n e aggiungono -mbë
- firin "morto" → firimbë "mortalmente"

L'aggettivo màra "buono" è irregolare e diviene vandë "bene"

### I pronomi

#### I pronomi personali
In Quenya i pronomi personali possono essere sia in forma enclitica (attaccati al verbo o alla preposizione) che non.

##### Pronomi personali enclitici
| Persona        | Forma breve | Forma media              | Forma estesa |
| -------------- | ----------- | ------------------------ | ------------ |
| 1° sing.       | -n          | -në                      | -nyë         |
| 2° sing.       | -t          | /                        | -ccë         |
| 2° sing. form. | -l          | -lë                      | -lyë         |
| 3° sing        | -s          | -ro (masch.),-rë (femm.) | -ryë         |
| 1° duale       | /           | /                        | -mmë         |
| 1° plur. incl. | /           | /                        | -lvë         |
| 1° plur. escl. | /           | /                        | -lmë         |
| 2° plur.       | -l          | -lë                      | -lyë         |
| 3° plur.       | -t          | /                        | -ntë         |

Il pronome enclitico generalmente indica il soggetto della frase in tutte e tre le forme, ma a volte può indicare anche l'oggetto. Quest'ultimo può essere presente solo nel caso ci sia anche il pronome che indica il soggetto, e può essere solamente nella forma breve. Insomma il pronome del soggetto avrà forma lunga, quello dell'oggetto forma breve.
- hauta- "fermare"
- hautan e hautanyë significano entrambi "io fermo"
- hautal e hautalyë significano entrambi "tu fermi"
- aselyë "con te"
- hautanel "io ti fermo"
- tirirot "egli li vede"
- aranyë "contro di me"

##### Pronomi personali non enclitici
| Casi        | 1 pers. sing. | 2°. pers. sing. | 2°. pers. sing./plur. form. | 3° pers. sing. mas. | 3° pers. sing. fem. | 3° pers. sing. neutra | 1° pers. duale | 1° pers. plur | 3° pers. plur. |
| ----------- | ------------- | --------------- | --------------------------- | ------------------- | ------------------- | --------------------- | -------------- | ------------- | -------------- |
| nom./acc.   | nyë           | lë              | tyë                         | so                  | së                  | ta                    | met            | më            | të             |
| dativo      | nin           | len             | cen                         | son                 | sen                 | tan                   | ment           | men           | tien           |
| ablativo    | nillo         | lello           | cello                       | sollo               | sello               | tallo                 | melto          | mello         | tiello         |
| allativo    | ninna         | lenna           | cenna                       | sonna               | senna               | tanna                 | menta          | menna         | tienna         |
| locativo    | nissë         | lessë           | cessë                       | sossë               | sessë               | tassë                 | metsë          | messë         | tiessë         |
| strumentale | ninen         | lenen           | cenen                       | sonen               | senen               | tanen                 | menten         | menen         | tienen         |
| rispettivo  | nis           | les             | ces                         | sos                 | ses                 | tas                   | metes          | mes           | ties           |

Il pronome personale indipendente se funge da accusativo precede sempre il verbo a cui è riferito.

##### I pronomi personali enfatici
- inyë "anche io, anche me"
- elyë "anche tu, anche te"
- eccë "anche tu, anche te" (fam.)
- eryë "anch'egli/ella/esso, anche lui/lei/esso"

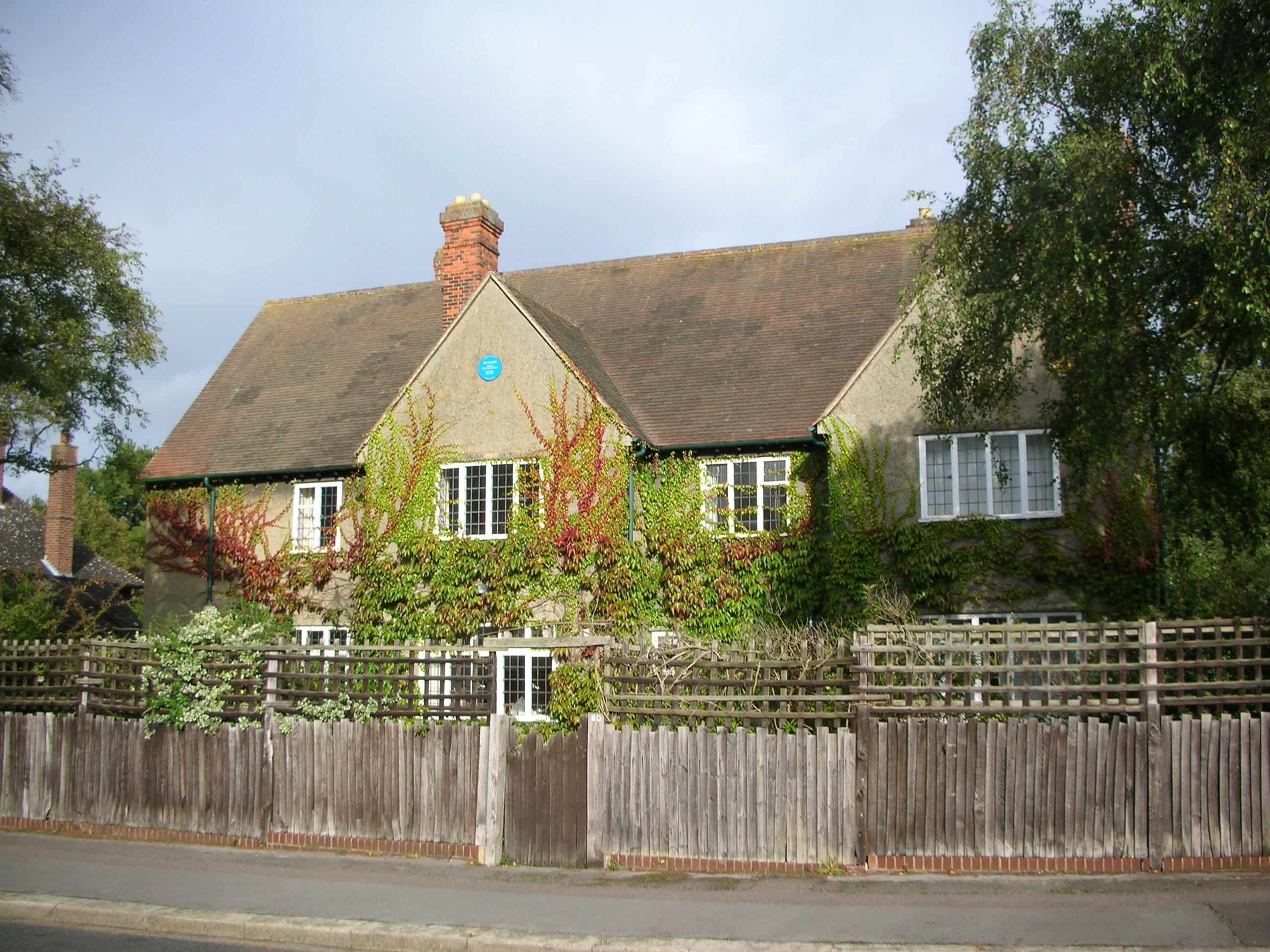
La casa di Tolkien dal 1930 al 1949, in questo periodo il Quenya aveva quasi raggiunto la forma attuale

- emmë "anche noi due"
- elwë "anche noi" (incl.)
- elmë "anche noi" (escl.)
- entë "anch'essi, anche loro"

#### I pronomi possessivi enclitici
Anche i pronomi possessivi sono espressi in forma enclitica:
| Possessivo | Traduzione     |
| ---------- | -------------- |
| -nya       | mio            |
| -lya       | tuo (form.)    |
| -cca       | tuo            |
| -rya       | suo/sua        |
| -mma       | di noi due     |
| -lva       | nostro (incl.) |
| -lma       | nostro (escl.) |
| -lya       | vostro         |
| -nta       | loro           |

- coanya "la mia casa"
- nòrenta "la loro terra"

Se il pronome dev'essere aggiunto a un nome che deve ricevere anche la desinenza, prima si mette il pronome poi il caso
- Anar caluva tielyanna "il Sole brillerà verso il tuo cammino"
- tielyanna da tië "cammino"+ lya (pron. poss.)+ -nna (allativo)

Se il nome termina in consonante tra la radice e l'enclitica si aggiunge una vocale: se l'enclitica è -nya la vocale è sempre -i-. Se il sostantivo è al singolare (eccetto che con –nya), la vocale è -e-. Se il sostantivo è al duale (eccetto che con –nya), la vocale è -u-:
I sostantivi yondo "figlio", yeldë "figlia" e hìnya "figlio" hanno una contrazione irregolare con il pronome -nya
- yondo + nya = yonya "mio figlio (maschio)"
- yeldë + nya = yenya "mia figlia"
- hína + nya = hínya "mio figlio (maschio o femmina)"

#### I pronomi relativi
| caso        | singolare | plurale   | duale  |
| ----------- | --------- | --------- | ------ |
| nominativo  | ya        | yar       | yat    |
| genitivo    | yo        | yaron     | yato   |
| possessivo  | yava      | yaiva     | yatwa  |
| dativo      | yan       | yain      | yant   |
| accusativo  | yà        | yai       | yat    |
| ablativo    | yallo     | yallon(r) | yalto  |
| allativo    | yanna     | yannar    | yanta  |
| locativo    | yassë     | yassen    | yatsë  |
| strumentale | yanen     | yainen    | yanten |
| rispettivo  | yas       | yais      | yates  |

- i osto yassë marë i nér "la città in cui vivono gli uomini"
- i tol yanna círar i ciryar "l'isola verso la quale le navi stanno navigando"
- i nóri yallon tuller i ohtari "la terra dalla quale vennero i soldati"

#### I pronomi dimostrativi
I dimostrativi in Quenya sono sina "questo/a", tana "quello/a", enta "quello/a laggiù", yana "precedente, anteriore".
- elda sina "questo Elfo"
- coa sina "questa casa"
- nissi sinë "queste donne"
- vendi tanë "quelle ragazze"
- nauco tana "quel nano"
- rocco tana "quel cavallo"
- aran yana "il precedente re"
- arani yanë "i precedenti re"

I dimostrativi non vogliono mai l'articolo.
- nér sinanen "da quest'uomo" (strumentale)
- neri sinínen "da questi uomini" (strumentale)

#### I pronomi interrogativi
In Quenya esistono solo tre pronomi interrogativi: man "chi", mana "che cosa" e ma.
- man tiruva? "chi vedrà?"

Se posto dopo il nome il pronome significa "quale"
- cirya mana cenil? "quale nave vedi?"

Gli altri pronomi interrogativi derivano dalla flessione di man e mana

##### Declinazione di man (chi)

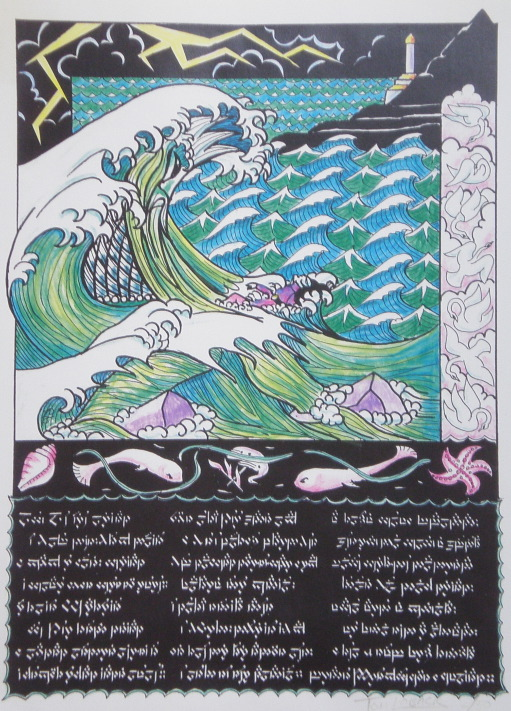
Ulmo salva Voronwë

| caso        | Pronome | traduzione  |
| ----------- | ------- | ----------- |
| nominativo  | man     | chi?        |
| genitivo    | mano    | di chi?     |
| dativo      | /       | /           |
| ablativo    | mallo   | da dove?    |
| allativo    | manna   | verso dove? |
| locativo    | massë   | dove?       |
| strumentale | manen   | come?       |
| rispettivo  | /       | /           |

##### Declinazione di Mana (che, che cosa)
| caso        | Pronome | traduzione     |
| ----------- | ------- | -------------- |
| nominativo  | mana    | che cosa?      |
| genitivo    | /       | /              |
| dativo      | manan   | a chi?         |
| ablativo    | /       | /              |
| allativo    | /       | /              |
| locativo    | manassë | quando?        |
| strumentale | mananen | con che cosa?  |
| rispettivo  | manas   | con che mezzo? |

#### I pronomi indefiniti
Il pronome indefinito per indicare una persona in Quenya è quen "qualcuno".
- quen rancë yulma "qualcuno ruppe una coppa"

quen segue in tutti i casi una flessione regolare uguale a quella di quén "persona"
ilya al singolare significa "ogni, ognuno, ciascuno" e al plurale "tutti"
- ilya parma "ogni libro"
- ilyë parmar "tutti i libri"

"Molto" e "Molti" si traducono rispettivamente con olya "molto", limba "frequente, numeroso" e rimba (uguale a limba, ma non ha mai valore temporale)
Gli altri indefiniti sono:
- ilquen "tutti", uguale a ilyar
- úquen "nessuno"
- qua "qualcosa"
- ilqua "qualcuno"
- úqua "niente"

Gli indefiniti "poco", "alcuno" e "alcuni" non esistono in Quenya e si traducono con il partitivo plurale.

#### I pronomi riflessivi
Il pronome riflessivo è -co. Funge da enclitica per il verbo con funzione di complemento oggetto:
ceninyeco "io mi vedo"
meliryeco "egli/ella/esso si ama"

### I verbi
Esistono due tipi di verbi: i verbi radicali (o primitivi), terminanti in consonante, e i verbi terminanti in -a o in -u.
I tempi in Quenya generalmente non hanno coniugazione, tuttavia possono aggiungere dei pronomi personali enclitici per sottolineare quale persona compie l'azione.

#### Il presente
Il presente (o continuativo) si forma con la desinenza -a ed allungamento della vocale precedente (se la radice verbale termina in -a, la desinenza è -ëa). Questo tempo verbale indica un'azione durativa.
| Classe verbale | Verbi radicali | Verbi in -a | Verbi in -u |
| -------------- | -------------- | ----------- | ----------- |
| Radice         | hir-           | hauta-      | allu-       |
| Significato    | trovare        | fermare     | lavare      |
| Singolare      | híra           | hautëa      | allúa       |
| Plurale        | hírar          | hautëar     | allúar      |

#### L'aoristo
L'aoristo si forma con la desinenza -ë, che cambia in -i se una desinenza è aggiunta. Nel caso di radicali in -a la desinenza è invisibile. L'aoristo (a differenza del suo corrispettivo greco) è una forma di presente indicante una consuetudine, un'abitudine, una legge o una tradizione.
| Classe verbale | Verbi radicali | Verbi in -a | Verbi in -u |
| -------------- | -------------- | ----------- | ----------- |
| Radice         | hir-           | hauta-      | allu-       |
| Significato    | trovare        | fermare     | lavare      |
| Singolare      | hirë           | hauta       | allo        |
| Plurale        | hirir          | hautar      | allur       |

#### Il passato
Il passato dei verbi regolari derivati si forma con il suffisso -në. Il suo utilizzo è uguale a quello del simple past inglese, quindi può essere tradotto sia con il passato remoto che con l'imperfetto, e può essere reso anche con il passato prossimo.

| Classe verbale | Verbi radicali | Verbi in -a | Verbi in -u |
| -------------- | -------------- | ----------- | ----------- |
| Radice         | hir-           | hauta-      | allu-       |
| Significato    | trovare        | fermare     | lavare      |
| Singolare      | hirnë          | hautanë     | allunë      |
| Plurale        | hirnër         | hautanër    | allunër     |

##### Verbi irregolari
I verbi terminanti in -t, -c, -p, -l, -qu hanno una inversione nasale in quanto i gruppi -tn, -cn, -pn, -ln, -cwn non sono ammessi.
- mat- "mangiare" → mantë
- hat- "rompere" → hantë
- tac- "attaccare" → tancë
- pequ- "pettinare" → penquë

Se finiscono in -p, np muta in mp
- top- "coprire" → tompë

Lo stesso vale per nl che muta in ll
- wil- "volare" → willë

Infine vi è un ultimo gruppo di verbi in inversione nasale. Essi presentano nel Quenya della Terza Era come terminazione –r, derivata da una –d che ricompare nella formazione del passato. In Quenya moderno infatti la d deve per forza trovarsi combinata con altre consonanti, altrimenti tende a mutare in –r. Appartengono a questo gruppo:
- har- "sedere" → handë
- hyar- "arare" → hyandë
- nir- "premere" → nindë
- quir- "muovere, agitare" → quindë
- quor- "soffocare" → quondë
- rar- "sbucciare" → randë
- rer- "seminare" → rendë
- ser- "riposare" → sendë
- sir- "scorrere, fluire" → sindë

I verbi radicali in –v e –s non aggiungono la desinenza –në bensì la sola –ë con l'allungamento di compenso della vocale centrale:
- tuv- "trovare" → túvë
- tyav- "gustare" → tyávë
- sis- "friggere" → sísë

I seguenti verbi possono essere coniugati regolarmente, anche se in numerosi casi la –a e la –u cadono e vengono coniugati come se fossero verbi radicali:
- capa- "saltare" → campë (o capanë)
- cava- "scavare" → cávë (o cavanë)
- maca- "forgiare" → mancë (o macanë)
- lala- "negare" → lallë (o lalanë) (da non confondere con lala- "ridere")
- naqua- "rubare" → nanquë (o naquanë)
- hlapu- "soffiare" → hlampë (o hlapunë)
- lutu- "galleggiare, fluttuare" → luntë (o lutunë)

I seguenti verbi si coniugano soltanto come radicali:
- papa- "tremare" → pampë
- pata- "bussare, dare piccoli colpi" → pantë

Dei verbi in –wa solo i seguenti si comportano da verbi radicali, pur conservando anche la forma regolare:
- fawa- "forgiare" → fangwë (o fawanë)
- rawa- "correre" → rangwë (o rawanë)

I verbi in –ha sono sempre regolari:
- nyeha- "piangere" → nyehanë

Vi sono infine alcuni altri verbi irregolari qui non elencati.

#### Il perfetto
Esiste un'altra forma di passato denominato perfetto, che corrisponde al passato prossimo e al trapassato remoto italiano.

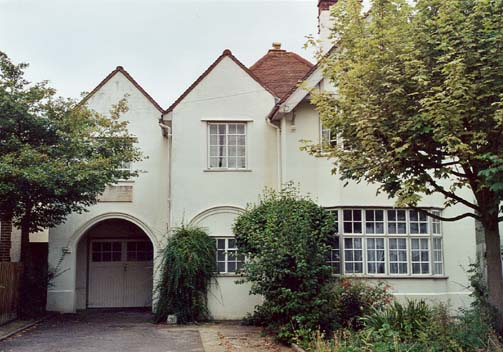
La casa di Tolkien dal 1953 al 1968: in questo periodo il Quenya era in una fase di piena maturità

Si forma in -ië (-ier al plurale) più l'aumento (uguale alla vocale centrale) e l'allungamento:
- mat- "mangiare": amátië
- tec- "scrivere": etécië
- not- "contare": onótië.

I verbi in -a in -u perdono la loro vocale finale prima di aggiungere -ië:
- mapa- "prendere": amápië
- palu- "diffondersi": apálië.

I verbi in -ya perdono entrambe le due lettere finali:
- hanya- "capire": ahánië
- tulya- "guidare, giungere": utúlië.

I verbi la cui la vocale centrale non può essere allungata non l'allungano:
- menta- "inviare": ementië
- nasta- "pungere": anastië
- nurru- "lamentarsi": unurrië.

Quando la vocale centrale è lunga, si mette la sua corrispondente breve come prefisso del verbo:
- móta- "lavorare": omótië.

Quando la vocale centrale è composta da un dittongo, come prefisso del verbo si mette solo il primo membro di tale dittongo:
- hauta- "fermare": ahautië
- poita- "pulire, purificare": opoitië
- vaita- "avvolgere": avaitië.

Quando il verbo inizia per vocale non subisce alcun aumento e quindi non c'è alcun prefisso:
- anta- "dare": antië
- allu- "lavare": allië
- urya- "bruciare": úrië.

Esistono molte forme irregolari, per lo più legate ai gruppi consonantici o all'aumento vocalico.

#### Il futuro
Il futuro si forma elidendo la vocale finale della radice ed aggiungendo il suffisso -uva.
| Classe verbale | Verbi radicali | Verbi in -a | Verbi in -u |
| -------------- | -------------- | ----------- | ----------- |
| Radice         | hir-           | hauta-      | allu-       |
| Significato    | trovare        | fermare     | lavare      |
| Singolare      | hiruva         | hautuva     | allùva      |
| Plurale        | hiruvar        | hautavar    | allùvar     |

#### L'infinito
L'infinito in Quenya si usa per specificare o completare il significato di un verbo reggente.
L'infinito dei verbi in -a è uguale alla forma radice:
- linda- "cantare" → linda

L'infinito dei verbi in -u si forma cambiando la -u in -o:
- palu- "diffondersi" → palo

L'infinito dei verbi radicali si forma aggiungendo una –ë alla radice:
- quet- "dire, parlare" → quetë

#### L'infinito esteso
È una particolare forma di infinito che si impiega quando l'infinito è introdotto da un complemento oggetto espresso da un pronome personale enclitico.
- i mól veryanë cenë i aran ar i tári → "lo schiavo osò guardare il re e la regina"
- i mól veryanë cenitat → "lo schiavo osò guardarli"

#### L'infinito passivo
Si impiega per esprimere l'infinito in una frase passiva:
- i naucor polir matë i apsa → "i nani possono mangiare il cibo"
- i apsa polë amatë i naucoinen → "il cibo può essere mangiato dai nani"

Si forma con il prefisso a-. Se il verbo inizia per vocale, il prefisso è separato dal verbo da un trattino.
Per le irregolarità date dall'aggiunta del prefisso, si vedano quelle già riscontrate nel perfetto.

#### Il participio presente
Il participio presente ricorda quello latino e greco, in quanto può avere valore di aggettivo, di sostantivo o come verbo di una subordinata.
Nei verbi radicali si forma allungando la vocale centrale e aggiungendo -ala:
- tir- "guardare" → tírala "guardante".

Nei verbi in -a e -u si forma nello stesso modo, ma aggiungendo -la:
- mapa- "prendere" → mápala "prendente".

#### Il participio passato
È usato in Quenya come aggettivo per dare ai verbi transitivi valore di participio passivo. Insieme al verbo essere crea la forma passiva:
- i atani harnainë "gli uomini riuniti" → i atani nar harnainë "gli uomini sono riuniti"
- i ondo ortaina "la pietra sollevata" → i ondo ná ortaina "la pietra è sollevata".

Si forma nei verbi radicali in -r, -m, -n aggiungendo -na e allungando la vocale centrale:
- tir- "guardare" → tírna "guardato".

Si forma nei verbi radicali in -c, -p, -t, -v, -s  aggiungendo -ina e allungando la vocale centrale:
- not- "contare" → nótina "contato".

Nei verbi in -a e in -u aggiungendo -ina. Forma sempre dittongo:
- anta- "dare" → antaina "dato",

I verbi in -l hanno come desinenza –da:
mel- "amare" → melda "amato".

#### Il gerundio
Il gerundio Quenya non corrisponde assolutamente al gerundio italiano. Indica piuttosto la funzione che in italiano è svolta dall'infinito sostantivato:
- harië malta úva carë nér anwavë alya → "l'avere oro non fa l'uomo veramente ricco"
- matië ná i analta alessë ilyë Naucoron → "mangiare è la più grande gioia di tutti i nani".

Un gerundio può ovviamente reggere un complemento oggetto:
- hirië harma caruva nér alya → "il trovare un tesoro renderà un uomo ricco".

##### Gerundio introdotto dal dativo
- antië malta i aranen ná lai manë → "dare oro al re è molto buono"

Il gerundio può anche fungere da complemento oggetto:
- melin tirië aiwi → "adoro guardare gli uccelli".

La differenza tra il gerundio e l'infinito Quenya si può identificare in italiano, poiché in quest'ultima lingua l'infinito sostantivato al quale il gerundio corrisponde può essere sempre preceduto dall'articolo, mentre l'infinito regolare no (non è ammesso dire "io so il parlare", mentre è ammesso dire "adoro il guardare gli uccelli").
La desinenza del gerundio è –ië.
I verbi radicali semplicemente aggiungono tale desinenza alla loro radice verbale:
- quet- "dire, parlare" → quetië.

I verbi in –a e in –u perdono la loro vocale finale prima di aggiungere la desinenza del gerundio:
- orta- "stare in piedi, alzarsi" → ortië
- naina- "lamentarsi" → nainië.

##### Casi del gerundio
Il gerundio si declina in tre casi: genitivo, dativo e strumentale:
- genitivo: indica una specificazione del sostantivo;
- dativo: indica il fine per cui si compie qualcosa;
- strumentale: indica il modo in cui si compie qualcosa. Il gerundio strumentale corrisponde al gerundio italiano, derivato dal dativo del gerundio latino.

#### L'imperativo
L'imperativo serve per esprimere un comando.
La forma arcaica si serve della desinenza -a ma tale è applicabile solo ai verbi radicali:
- tira! "guarda!"

L'imperativo regolare si serve invece della particella esterna á prima del verbo all'infinito:
- á tirë! "guarda"
- á vala! "comanda!"

Se la vocale centrale del verbo è lunga o è formata da un dittongo o ad essa segue un dittongo consonantico (eccetto ry, ly, ny e ty), la particella diviene corta.
- a caima! "sta giù!"
- a móta! "lavora!"
- a linda! "canta!"

L'imperativo negativo si forma invece con áva, che può essere anche usato da solo, con valore di non farlo!

##### L'imperativo con i pronomi personali
L'imperativo può reggere pronomi personali con valore di soggetto, complemento, oggetto o complemento di termine.

##### I pronomi soggetto
Non molto frequenti, indicano a chi si rivolge il comando.
Le desinenze sono –t per il singolare e –l per il plurale:
- a lindat! "canta tu!"
- a lindal! "cantate voi!"

Con i verbi primitivi la -e- dell'infinito è sostituita da una -i- prima di aggiungere i pronomi personali:
- á tirë! "guarda!"
- á tirit! "guarda tu!"
- á tiril! "guardate voi!"

I pronomi soggetto si possono impiegare anche all'imperativo negativo:
- áva tulë! "non venire!"
- áva tulit! "non venire tu!"
- áva tulil! "non venite voi!"

##### I pronomi complemento oggetto
Per indicare il complemento oggetto di un imperativo si usa il nominativo/accusativo dei pronomi personali indipendenti:
- a laita te! "benediteli!"
- átirë nyë! "guardami!"

Si preferisce però attaccare il pronome enclitico alla particella á (in questo caso non si usa mai a):
- átë laita! "benediteli!"
- ányë tirë! "guardami!"

Anche con l'imperativo negativo entrambe le forme sono possibili (anche se quella con il pronome enclitico è preferibile):
- ávamë tirë! "non guardarci!"
- áva tirë me! "non guardarci!"

##### I pronomi al dativo
Per esprimere il complemento di termine e di interesse si usa ovviamente il pronome personale al dativo:
- ámen linda! "canta per noi!"

Quando il verbo regge sia un complemento oggetto che un dativo, uno dei due si attacca alla particella e per l'altro si usa il pronome personale indipendente:
- ánin carë ta! "fallo per me!"
- áta carë nin! "fallo per me!"
- ánin anta ta! "dammelo!"
- áta anta nin! "dammelo!"

#### La forma negativa
Il Quenya ha due modi per costruire la forma negativa:
Quando la frase contiene un verbo all'indicativo senza complemento oggetto espresso con pronome enclitico, oppure un verbo modale reggente l'infinito, la negazione si forma con il verbo um- "non essere".

##### Coniugazione di um-
- Presente: úma (úman, úmas, ...)
- Aoristo: umë (umin, umis, ...)
- Passato: úmë (úmen, úmes, ...)
- Perfetto: úmië (úmien, úmies, ...)
- Futuro: úva (úvan, úvas, ...)

Negli altri casi si usa la particella lá.
- i harma halyaina "il tesoro nascosto" → i harma lá halyaina "il tesoro non nascosto"
- ánin carë ta! "fallo per me!" → là ánin carë ta! "non farlo per me!"

Il verbo ùm- si usa anche per esprimere la forma negativa del verbo nà "essere":
- i aran ná taura "il re è potente" → i aran umë taura "il re non è potente"

Per la negazione degli altri verbi um- segue la coniugazione del verbo principale nella frase non negativa; invece in quella negativa il verbo principale va all'infinito.
- cennen i aldá "ho visto l'albero" → úmen cenë i aldá "non ho visto l'albero"

Per i verbi modali si impiegano due infiniti (um- all'infinito più il verbo principale)
- i híni polir capa "i figli possono saltare" → i híni umir polë capa "i figli non possono saltare"

Se un verbo ha un pronome in forma enclitica all'accusativo, la negazione è sempre là
- hirnenyes "l'ho trovato" → lá hirnenyes "non l'ho trovato"

#### Il verbo essere
In Quenya il verbo essere può essere espresso in due modi: o con ná o con ëa.
nà si può usare in due modi
1. per connettere due nomi:
sambë sina ná caimasan "questa stanza è una stanza da letto"
2. Per formare il predicato nominale:
sambi sinë nar pityë "queste stanze sono piccole"

ëa invece si usa con in valore di: "esistere, stare o trovarsi"
i harma ëa i sambessë "il tesoro è nella stanza/sta nella stanza/si trova nella stanza"
ëan tauressë "io sono nel bosco"
- O per tradurre c'è o al plurale (ëar) ci sono

ëa elda as quinga "c'è un elfo con un arco"
ëar narmor i ostossë "ci sono lupi nella città"
Entrambi i verbi difettano del perfetto ed hanno Aoristo e Presente uguali:

##### Il verboná
- Presente/aoristo: ná (singolare), plurale nar. La vocale si abbrevia nelle forme con pronomi enclitici, oltre che nel plurale.
- Passato: né (singolare), plurale ner. La vocale si abbrevia nelle forme con pronomi enclitici, oltre che al plurale.[41]
- Futuro: nauva (singolare), plurale nauvar.
- L'imperativo è ána.

##### Il verboëa
- Presente/Aoristo: ëa (singolare), plurale ëar.
- Passato: engë (singolare), plurale enger.
- Futuro: ëuva (singolare), plurale ëuvar.
- L'imperativo è ëa.
- Il verbo ëa presenta anche un participio presente, eala:

i ostor ëala "le città che sono/che esistono"

#### I verbi impersonali
Sono verbi che non hanno un soggetto. Come in italiano appartengono a questa categoria i verbi che indicano condizioni meteorologiche:
- lipta "gocciola"
- uquë "piove"
- fauta "nevica"
- hilca "gela"

Altri verbi impersonali, non avendo il soggetto, esprimono chi interessa l'azione con il dativo. Nella traduzione in italiano si può mantenere il verbo, oppure (se esso è impersonale anche in italiano) trasformarsi in un complemento di termine:
- marta- "succedere, accadere" → marta sen "succede a lei"
- mauya- "obbligare" → mauya nin "sono obbligato"
- naya- "affliggere, attristare" → naya son "sono triste"
- onga- "addolorare" → onga men "siamo addolorati"
- vilda- "importare" → vilda len "ci importa"

#### I verbi causativi
Nascono dall'aggiunta del suffisso –ta ad un aggettivo e indicano l'idea di "diventare,
rendere...":
- alya "ricco" → alyata- "diventare ricco"

Gli aggettivi terminanti in -ë cambiano in i prima di aggiungere la desinenza
- airë "santo" → airita- "diventare santo, rendere santo, santificare"
- ninquë "bianco" → ninquita- "diventare bianco, rendere bianco"

#### Il verbo equë
Il verbo quet- significa dire se il destinatario è espresso al dativo, e parlare quando esso è espresso in allativo.
Con il discorso diretto ed indiretto si preferisce però usare il verbo equë.
Questo verbo presenta un'unica forma valida per tutti i numeri e tutti i tempi. Si può usare però solo quando il soggetto è un nome proprio di persona oppure un pronome personale
(non si può usare con i nomi comuni quali "il padre", "il re", ecc. per i quali si impiega quet-).

#### Il verbo auta

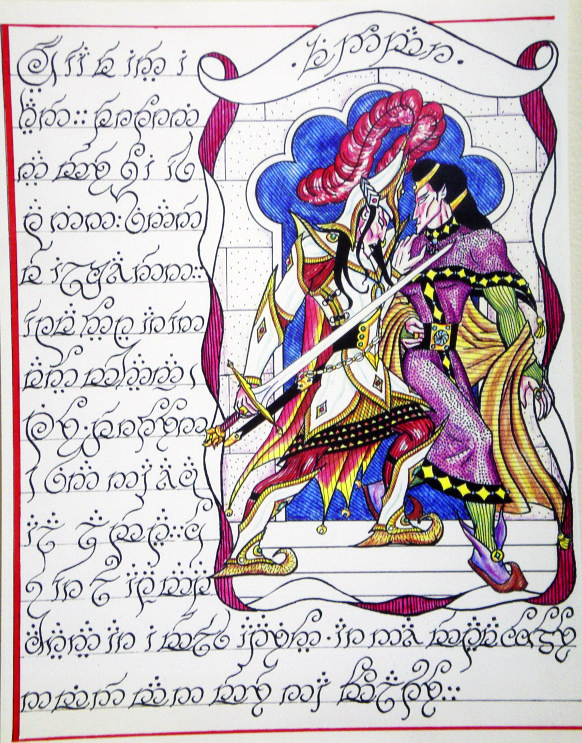
Fëanor e Fingolfin

Questo verbo può avere tre coniugazioni a seconda del suo significato.
- Morire unicamente nella forma passata anwë in documenti ufficiali;
- i aran anwë "il re morì" o "il re è morto";
- andarsene, partire solamente se seguito da un allativo indicante moto a luogo.

##### Coniugazione
- Passato: oantë
- Perfetto: oantië
- Infinito: auta
- Participio passato: autaina
- Passare, sparire, lasciare
- yéni avánier "gli anni sono passati"
- i seldo vánë "il ragazzo scomparve, partì"

Al participio passato ha anche valore di perduto.
- a corma ná vanwa "l'anello è perduto".

- Passato: vánë
- Perfetto: avánië
- Infinito: vanwë
- Participio passato: vanwa

## Sintassi

### La forma passiva
La forma passiva in Quenya si forma tramite il verbo ná "essere":
- i coa né carna "la casa fu costruita/è stata costruita"
- i coa nauva carna "la casa sarà costruità"

Esiste anche una forma attiva passivante incerta ripresa dalle lingue baltofinniche (come il finlandese) corrispondente a quen "qualcuno".
- quen cára i coa "qualcuno sta costruendo una casa", meglio di "una casa sta venendo costruita".

Il complemento d'agente è espresso dal caso strumentale:
- i elda tencë i parma "l'elfo scrisse il libro"
- i parma né técina i eldanen "il libro fu scritto dall'elfo".

La forma passiva è applicabile anche al participio passato in funzione aggettivale.

### Il costrutto ottativo
Il costrutto ottativo si utilizza per esprimere un desiderio (realizzabile), un augurio o una speranza.
Si forma mettendo a inizio frase la particella nai e il verbo al futuro.
- nai hiruvalyes "possa tu trovarlo" o "spero che tu possa trovarlo" o "vorrei che tu lo trovassi"
- hiruvan i malta "io troverò l'oro" → nai hiruvan i malta "spero di trovare l'oro o "che io possa trovare l'oro".

Esiste anche un costrutto ottativo volto alla possibilità apparente, introdotto dalla particella cé "forse" più il futuro.
- cé caruvantes "forse lo faranno"

### Il costrutto ipotetico e condizionale
Non esistendo in Quenya né congiuntivo né condizionale, le due forme si costruiscono con l'indicativo sia nella reggente che nella subordinata.
Se la proposizione descrive un evento sicuro si utilizza la congiunzione írë "quando".
- írë ceninyel, nan alassë "quando ti vedo sono felice"
- írë ceninyel, nen alassë "quando ti vedevo ero felice"
- írë ceninyel, nauvan alassë "quando ti vedrò, sarò felice"

Quando la proposizione indica un avvenimento che non è certo, si usa come congiunzione
mai o ai "se"
- mai ceninyel, nán alassë "se ti vedessi, sarei felice"
- mai cenneyel, nen alassë "se ti avessi visto, sarei stato felice"
- mai cenuvayel, nauvan alassë "se ti avrò visto sarò felice"

Si possono mettere alla fine della proposizione reggente le particelle nai e cé per esprimere
dubbio o probabilità.
- írë ëar lumbor, liptuva nai "quando ci saranno (sono) nuvole, certamente pioverà"
- tuluvan cé, mai ëal coassë "se tu sei a casa, forse verrò"

### La preposizione temporale
La proposizione temporale in Quenya è molto articolata e si differenzia in Anteriore, Posteriore e Contemporanea rispetto alla reggente.
Quando la proposizione temporale è in rapporto di contemporaneità con la reggente si ricorre o al participio presente oppure al verbo preceduto da írë.
- cénala i cotumoi, i ohtar mamper i macili "vedendo i nemici, i soldati impugnarono le spade" o "quando vedrò i nemici, i soldati impugneranno (impugnarono) le spade"

Quando la proposizione temporale è in rapporto di anteriorità con la reggente, si ricorre o al perfetto preceduto da nó "dopo" nella subordinata e al passato o presente nella reggente.
- nó ecéniet i cotumoi, i ohtar mamper i macili "dopo che ebbero visto i nemici, i soldati impugnarono le spade"
- nó ecéniet i cotumoi, i ohtar mápëar i macili "dopo che hanno visto i nemici, i soldati impugnano le spade"

Si può anche impiegare il participio passato nella subordinata:
- cennë i cotumoi, i ohtar mamper i macili "visti i inemici, i soldati impugnarono le spade"
- cennë i cotumoi, i ohtar mápëar i macili "visti i nemici, i soldati impugnano le spade"

Se la temporale è in rapporto di posteriorità rispetto alla reggente si esprime con epë più
il verbo allo stesso tempo della reggente:
- túles epë oantes "venne prima di partire"

### La proposizione dichiarativa
Per la proposizione dichiarativa è necessario ricorrere alla congiunzione "che", espressa in Quenya da sa.
- merin sa haryalyë alassë "voglio che tu sia felice"
- istan sa ëalyë sinomë "lo so che sei qui"
- ná manë sa ëalyë sinomë "è bene che tu sia qui".

Può anche essere utilizzata per il discorso indiretto:
- equë Elendil sa tulles "Elendil ha detto che è venuto/di essere venuto".

### Altre congiunzioni
Questo è un elenco delle altre congiunzioni attestate.
- ná, nán, nan, nó, mal, onë, ono ma, tuttavia
- ananta ma tuttavia, e tuttavia
- ar (davanti a parole inizianti per vocale) e
- a- (davanti a parole inizianti per f) e
- o e allora, e di conseguenza, e in tal modo
- ten, an poiché
- an sí poiché ormai
- er ma, ancora
- var o

## Vocabolario
Come già detto, Tolkien creò il suo vocabolario partendo da radici comuni a tutti i suoi linguaggi "elfici". Tuttavia il rapporto tra le varie lingue è spesso fuorviante, in quanto Tolkien, diede alle sue lingue un'evoluzione fonetica e morfologica abbastanza diversa.

### Formazione delle parole
Il quenya per la formazione delle parole prevede un estensivo numero di infissi, prefissi e suffissi.
Infatti sono pochi i termini formati da soli radicali, nonostante esistano ancora nella forma matura parole che utilizzano sistemi di derivazione più arcaici o creati da Tolkien in una fase primordiale della lingua e poi abbandonati.
In quenya sono presenti per lo più suffissi di vario genere:
- -at (cifr. hyapat "riva", lanat "trama", sarat "lettera Rúmiliana"): il valore di questo suffisso è tuttora sconosciuto, dovrebbe rappresentare una semplice estensione della radice. Potrebbe anche servire per dare a un verbo valore nominale come ad esempio in lanat connesso al verbo lan- "tessere".
- -ë: il suo valore è attestato, dovrebbe servire per dare al verbo un valore nominale concreto (cifr. nut- "allacciare" → nútë "nodo, laccio", lir- "cantare" → lírë "canto e sir "fluire" → sírë "fiume"). Questo suffisso sembra essere limitato ai verbi radicali.Ulmo salva Voronwë. Il nome Ulmo sembra derivare dal verbo ulya-, "versare", e la terminazione -mo, che indica un agente, potrebbe dunque significare "Colui che versa"; voronwë è invece un termine quenya che significa "resistente".

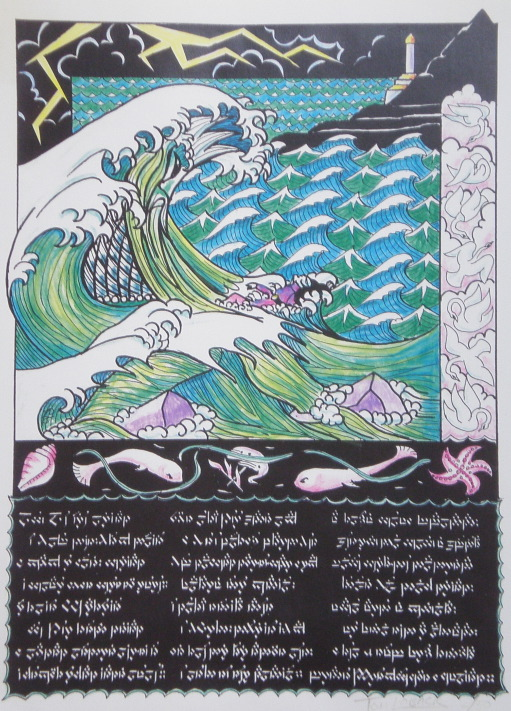
Ulmo salva Voronwë. Il nome Ulmo sembra derivare dal verbo ulya-, "versare", e la terminazione -mo, che indica un agente, potrebbe dunque significare "Colui che versa"; voronwë è invece un termine quenya che significa "resistente".

- -ië: dà al sostantivo valore astratto (cifr. tengwesta "sistema, codice" → tengwestië "linguaggio, fenomeno linguistico", verya "audace" → verië "audace", voronwa "resistente, permanente" → voronwië "resistenza, perdurante"). Sembra anche possa indicare una collezione o un insieme (sarna "di rocce, roccioso" → sarnië "ghiaieto", lassë "foglia" → olassië "fogliame, collezione di foglie", con l'aggiunta del prefisso o- indicante "insieme")
- -il: denota un agente impersonale (sir- "fluire" → siril "rivolo", sic- "?" → sicil "pugnale, coltello" ecc.)
- -incë: desinenza diminutiva (atar "padre" → atarincë "piccolo padre" ecc.)
- le: serve per formare verbi sostantivati (cifr. horta- "incitare, velocizzare" → hortalë "incitamento, velocizzazione", intya- "ipotizzare, supporre" → intyalë "immaginazione, ipotesi, supposizione", vesta- "spostarsi" → vestalë "sposalizio", tai-, tay- "estendere, rendere" → tailë "allungamento", cui- "venire alla luce, nascere" cuilë  "vita", manca- "commerciare" → mancale "commercio" ecc.)
- -ma, -ba, -wa: indica un oggetto avente qualcosa a che fare con il significato radicale della parola (cifr. cor- "girare attorno" → corma "anello", par- "comporre, mettere insieme" → parma "libro, composizione" ecc.)
- -më, -wë: denota generalmente oggetti astratti o intangibili (cifr. mel- "amare" → melmë "amore", qual- "morire nel dolore, agonizzare" → "qualmë" "agonia, morte", nil "amico" → nilmë "amicizia", voronwë "fedeltà" connesso alla radice BORÓN ecc.)
- -mo: denota un agente (cifr. Ulmo da ulya- "versare" quindi "colui che versa")
- -në: controparte nominale della desinenza aggettivale -na (cifr. cor- "girare attorno" ← corna "rotondo" → cornë "pagnotta" ecc.)
- -rë: denota un insieme di qualcosa (cifr. fanya "nuvola, nube" → fanyarë "cielo, cieli" ecc.)
- -së: compare in molti vocaboli, tuttavia il suo valore è sconosciuto.
- -ssë: denota astrazione (cifr. vala "potenza" → valassë "divinità", handa "intelligente" → handassë "intelligenza" ecc.)
- -ya: si traduce con "caro" (cifr. Anardilya "caro Anardil")

Il quenya fa un largo usa di desinenze nella formazione di verbi e aggettivi, nonché di nomi maschili e femminili.
- Desinenze verbali:

- -ya: desinenza comune nella formazione dei verbi derivati (cifr. sir- "fluire"→ sirya- "fluire" ecc.)
- -sa: desinenza rara, si crede abbia valore frequentativo (cifr. lab- → lav- "leccare una volta" lapsa "leccare" ecc.)
- -ta: desinenza con valore talvolta causativo talvolta no (cifr. tul- "venire" → tulta "invocare", roi-, roy- "inseguire → roita- "perseguire", coi, coy- "coricarsi" → caita "coricarsi" ecc.)

- Desinenze maschili e femminili.

- -o e la sua controparte femminile -ë
- -u e la sua controparte femminile -i
- -mo, -no, -do e la loro controparte femminile -më
- -r, -ro e la loro controparte femminile -rë
- -ion è una desinenza patronimica maschile (cifr. inglese -son)
- -indo e la sua controparte femminile -indë
- -on è una desinenza maschile propria ricorrente sia in sindarin che in quenya (cifr. saura "sudicio" → Sauron, ancalima "più brillante" → Ancalimon ecc.)
- -issë è una desinenza femminile (cifr. mel- "amare" → melissë "amante (donna)")
- -llë è una desinenza femminile (cifr. tinta- "accendere, far splendere" → tintallë "vampa")

Il quenya possiede anche molti prefissi, abbastanza ricorrenti:
- ala-: svolge una funzione simile al participio passato
- am-, amba-: indica "sopra"
- an-: prefisso superlativo o intensivo
- apa-, ep-: indicante il futuro (cifr. apanónar "gli ultimi nati, coloro che nasceranno per ultimi")
- ata-, at-: indicante prima
- ava-: prefisso aggettivale, indicante qualcosa di proebito e pericoloso
- en-: indicante di nuovo (cifr. enquat- "riempire")
- et-: indicante fuori, innanzi
- hó-, oa-, oar-: prefisso ricorrente, indicante via, da, fra
- il-, in-, ú-: prefisso privativo
- lin-: indicante molti
- nel-': indicante tre
- nu-, nun-: indicante sotto
- o-: prefisso ricorrente, indicante insieme
- ter-: indicante attraverso
- undu-: indicante basso
- yo-: fondamentalmente corrisponde alla preposizione con

### Scritti da Tolkien
- J.R.R. Tolkien, Il Signore degli Anelli, traduzione di Vicky Alliata di Villafranca, illustrazioni di Alan Lee, Bompiani, 2003,  p. 1249, ISBN 978-88-452-9261-3.

### Scritti da altri autori
- Edouard Kloczko, Lingue Elfiche: Enciclopedia illustrata della Terra di Mezzo, Roma, Tre Editori, 2002, ISBN 88-86755-45-7.
- Helge Kåre Fauskanger e Gianluca Comastri, Corso quenya, su ardalambion.immaginario.net.
- Tom Shippey, La via per la terra di mezzo, Genova-Milano, Marietti, 2005, ISBN 978-88-211-8558-8.
- Tom Shippey, J.R.R Tolkien autore del secolo, Milano, Simonelli, 2004, ISBN 978-88-86792-71-4.

### Periodici specializzati
- (EN)  Parma Eldalamberon, Christopher Gilson
- (EN)  Vinyar Tengwar, Carl F. Hostetter